# خداع بوغندورف

وهم بوغندورف.

وهم بوغندورف (بالألمانية: Poggendorff illusion) هو خداع بصري، هندسي، وضوئي. تم تسميته نسبةً إلى العالم الألماني يوهان كريستيان بوغندورف عام 1860. ويتكون من خطوط زرقاء وأخرى حمراء تقطع شكلين مستطيلين رماديين،  كما يقعان على مستوى واحد، ولكن إحدى القطعتين الرماديتين  تبدو أعلى من الأخرى. إن حجم الوهم أو الخداع البصري هنا يعتمد على خصائص نمط التعتيم وطبيعة حدوده.